# Derek Sua
Derek Sua (29 de diciembre de 1987) es un deportista samoano que compite en judo. Ganó tres medallas en el Campeonato de Oceanía de Judo entre los años 2015 y 2018.

## Palmarés internacional
| Campeonato de Oceanía | Campeonato de Oceanía | Campeonato de Oceanía | Campeonato de Oceanía |
| Año                   | Lugar                 | Medalla               | Categoría             |
| --------------------- | --------------------- | --------------------- | --------------------- |
| 2015                  | Païta (Francia)       | Medalla de bronce     | +100 kg               |
| 2017                  | Nukualofa (Tonga)     | Medalla de oro        | +100 kg               |
| 2018                  | Numea (Francia)       | Medalla de plata      | +100 kg               |